# Abborrtjärnen (Haverö socken, Medelpad, 693247-147028)
Abborrtjärnen är en sjö i Ånge kommun i Medelpad som ingår i Ljungans huvudavrinningsområde.